# Ciao grande amore mio
Ciao grande amore mio è un album di Natale Galletta, pubblicato nel 1989.

## Tracce
1. Compagna d'avventura
2. Quanno se vò bene
3. Buonanotte amore mio
4. Per un amico
5. Maledetto orgoglio
6. Ciao grande amore mio
7. Sotto 'u tavulino
8. Pinzeri
9. Penso a te
10. Malincunia